# マナーヴィル駅
マナーヴィル駅（英: Manorville）とはかつてニューヨーク州マナーヴィルに存在したロングアイランド鉄道 (LIRR) の本線の鉄道駅である。その駅は1845年に建てられ1968年に閉鎖された。

## 歴史
マナーヴィル駅は当初1845年6月14日に「セントジョージズ・マナー」駅 ("St. George’s Manor” station) として開業し、その後「マナー駅」 (“Manor Station”) に短縮された。現地の歴史によれば、最初の駅長のセス・レイナー（Seth Raynor、アメリカ独立戦争の間は愛国者 (patriot) であった）は、それが彼に植民地支配を思い起こさせたため、「セントジョージズ」をペンキで塗り消し「マナー」を公開しつづけた。その町の名前は郵便局の開業にともないマナーヴィルへ変更されたが、時刻表およびLIRRの書類は1907年か1908年まで「マナー」という名称を保った。
最初の駅舎は1869年9月、マナーヴィルがサグ・ハーバー支線（ロングアイランド・サウスサイド鉄道 (SSRRLI) が本線をパッチョーグの東に延伸するのを妨げるためにオリバー・チャーリックにより建設された支線）の西の終点となったのと同じ月に取り壊された。LIRRがSSRRLIを取得した後、チャーリックは1881年にそのときのブルックリン・アンド・モントーク鉄道をイーストポート駅へ延伸させ、またモントーク支線が1895年にブリッジハンプトンからモントークの間で延伸された時、マナーヴィルとイーストポートの間のこの区間をマナーヴィル支線と改名した。Manorville was also intended to be the terminus of one of two formerly proposed extensions of the Wading River Branch.2番目の駅舎は1871年5月に建設され、大体1910年に最終的に「マナーヴィル」 ("Manorville") と改名された。この駅は1941年6月に取り壊され屋根付きの小屋に置き換えられた。1949年までに、マナーヴィル支線は廃止された。その駅は最終的には1968年に取り壊され、停車駅として廃止された。両支線からの通勤客が利用した、現在The Maples Innとしてしられるかつてのホテルとレストランは今日でもまだ存在する。